# Eirenis eiselti
Eirenis eiselti är en ormart som beskrevs av Schmidtler och Schmidtler 1978. Eirenis eiselti ingår i släktet Eirenis och familjen snokar. Inga underarter finns listade i Catalogue of Life.
Arten förekommer i södra Turkiet och troligtvis i norra Syrien. Den vistas i regioner som ligger 400 till 1900 meter över havet. Habitatet utgörs av öppna landskap med glest fördelade buskar. Landskapet utgörs av jordbruksmark och betesmark som inte brukas intensivt. Honor lägger ägg.
För beståndet är inga hot kända och populationen anses vara stabil. IUCN kategoriserar arten globalt som livskraftig.